# Eliezer ben Hurcanus
Eliezer ben Hurcanus ou Hyrcanus (em hebraico:  אליעזר בן הורקנוס) foi um dos sábios mais importantes (tannaim) dos séculos I e II na Judeia, discípulo de Rabban Yohanan ben Zakkai e colega de Gamaliel II (o qual era irmão de Ima Shalom, com quem se casou) e de Joshua ben Hananiah. Ele é o sexto sábio mais frequentemente mencionado na Mishnah.